# Ернст Кренінг
Ернст Кренінг (нім. Ernst Kröning; 13 січня 1905, Ельбінг — 1 березня 1942, Атлантичний океан) — німецький офіцер-підводник, корветтен-капітан крігсмаріне.

## Біографія
1 квітня 1932 року вступив на флот. З жовтня 1939 року — командир корабля 2-ї флотилії мінних тральщиків. В квітні-червні 1941 року пройшов курс підводника, в червні-серпні — курс командира підводного човна. З 17 вересня 1941 року — командир U-656, на якому здійснив 2 походи (разом 40 днів у морі). 1 березня 1942 року U-656 був потоплений в Північній Атлантиці південніше Кейп-Рейс (46°15′ пн. ш. 53°15′ зх. д.) глибинними бомбами американського бомбардувальника «Хадсон». Всі 45 членів екіпажу загинули.

## Звання
- Кандидат в офіцери (1 квітня 1932)
- Морський кадет (4 листопада 1932)
- Фенріх-цур-зее (1 січня 1934)
- Оберфенріх-цур-зее (1 вересня 1935)
- Лейтенант-цур-зее (1 січня 1936)
- Оберлейтенант-цур-зее (1 жовтня 1937)
- Капітан-лейтенант (1 листопада 1939)
- Корветтен-капітан (1 березня 1942, посмертно)

## Нагороди
- Медаль «За вислугу років у Вермахті» 4-го класу (4 роки)